# 臺灣洒灰蝶
臺灣洒灰蝶（学名：Satyrium formosanum），又名蓬萊烏小灰蝶、臺灣烏小灰蝶、蓬萊綫灰蝶，为灰蝶科洒灰蝶屬下的一个种。

## 描述
雌雄二型性不明顯。雄蝶頭部褐色，額具白斑，複眼有白色輪緣及毛；觸角褐色，具白環；口器黑褐色，下唇鬚前伸、漸細，末端黑褐而兩側白色。胸腹背面褐色、腹面淺褐；足黑褐帶白紋，前足跗節癒合且彎曲尖銳。
前翅長15-21 mm，呈三角形，後翅卵形，臀區有葉狀突，CuA2脈端具絲狀尾突，CuA1脈端有短尾突。翅背面黑褐，後翅臀區葉狀突具橙斑。腹面土黃色，中央有內側鑲褐邊的白線紋，前翅呈斷續直線，後翅後段呈W形；亞外緣為鑲白環的黑斑組成；CuA1室有橙紋黑斑，臀區葉狀突黑色，具橙紋與藍鱗；前翅中室末端有小型黑圓形性標，緣毛多為白色。
雌蝶外形與雄蝶相似，但前足跗節未癒合，後翅CuA2尾突較長，前翅背面無性標。

## 分佈
分布於華東及臺灣，臺灣見於有寄主植物的低海拔地區。

## 棲地
主要棲息於常綠闊葉林，一年一代，成蝶初夏出現，飛行敏捷，會訪花。幼蟲以無患子科無患子的新芽和幼葉為食，冬季以卵態越冬，卵產於樹皮裂縫中。  